# Samouraï d'argent
Keniuchio « Ken » Harada, alias le Samouraï d'argent (« Silver Samurai » en VO) est un super-vilain évoluant dans l'univers Marvel de la maison d'édition Marvel Comics. Créé par le scénariste Steve Gerber et le dessinateur Bob Brown (en), le personnage de fiction apparaît pour la première fois dans le comic book Daredevil (vol. 1) #111 en juillet 1974.

## Biographie du personnage
Keniuchio Harada est le fils illégitime de Shingen Yashida (en). Autrefois garde du corps de Madame Hydra, puis mercenaire, Harada prit la tête du clan Yashida à la mort de sa demi-sœur Mariko. Il a été un grand ennemi de Wolverine à cause des liens qui unissaient Mariko et le mutant canadien. Mais les deux adversaires se sont toujours respectés et parfois entraidés.
Il devint pendant un temps le chef du groupe japonais Big Hero 6.
Il fut lobotomisé par Blindspot, et pensa dès lors que sa rédemption était un résultat du travail de Charles Xavier. Il reprit donc sa carrière criminelle. Il semble toutefois qu'elle fut de courte durée, car il a été ensuite nommé chef de la sécurité pour le bureau du Premier Ministre japonais.
Pour des raisons obscures, il fut incarcéré secrètement au Raft et déclaré mort. Il fut libéré par Madame Hydra et La Main qui le ramenèrent au Japon. La secte voulait faire de lui son nouveau chef et ainsi unir la pègre japonaise. Toutefois, Harada refusa et aida même les Vengeurs à battre l'HYDRA.
Après le M-Day provoqué par la Sorcière rouge, le Samouraï d'argent est un des rares mutants à avoir gardé ses pouvoirs.
Ensuite, il a perdu une main dans un combat contre Wolverine, qui cherchait des réponses aux secrets de son passé.

## Pouvoirs, capacités et équipement
Keniuchio Harada est un mutant qui peut générer un champ de tachyon sur les objets qu'il tient. Il s'en sert généralement sur un katana qui peut alors trancher toute matière, à l’exception de l’adamantium.
Il possède une immense fortune personnelle et a sous ses ordres de nombreux hommes de main, grâce au réseau criminel qu'il dirige. Il a une grande connaissance du bushido, le code d'honneur des samouraïs et est un expert sur l’histoire de cette caste. Du fait de ses activités passées, il est bien informé sur la plupart des organisations criminelles mondiales et sur leurs différentes activités, une connaissance dont il fait aujourd’hui bénéficier son gouvernement.
À la suite d'un affrontement avec Wolverine, il est désormais amputé d'une main.
- Éduqué aux arts martiaux japonais, le Samouraï d'argent maîtrise le combat au sabre et est un tacticien avisé. C'est aussi un excellent combattant à mains nues.
- Il est revêtu d'une armure du samouraï d'allure traditionnelle, faite de matériaux modernes légers et d'argent.
- Au combat, il utilise un katana, la longue épée traditionnelle des samouraïs et a également possédé le Sabre noir de Muramasa et l’Épée d’honneur du clan Yashida. Il se sert aussi de shurikens. En plus du sabre, il utilise aussi d’autres armes traditionnelles des samouraïs[1].
- Il a possédé un anneau de téléportation, donné par la Vipère[1], qui lui servait à se déplacer rapidement et discrètement.

## Apparitions dans d'autres médias
Sauf indication contraire, les informations mentionnées dans cette section peuvent être confirmées par la base de données cinématographiques IMDb,  présente dans la section « Liens externes ».

### Cinéma
Dans le film Wolverine : Le Combat de l'immortel, Kenichiro Harada et le Samouraï d'argent sont deux personnages distincts.
Kenichiro Harada, interprété par Will Yun Lee dans la trilogie Wolverine
- 2013 : Wolverine : Le Combat de l'immortel réalisé par James Mangold – Kenichiro Harada est un archer qui a décidé de consacrer sa vie à protéger le clan Yashida. Il participera aux côtés de Vipère à la traque de Wolverine pour le compte de Ichirō Yashida mais se retournera contre lui en constatant ses plans maléfiques. Il est aussi précisé qu'il s'agit de l'ancien amant de Mariko Yashida.

Le Samouraï d'argent, interprété par Haruhiko Yamanouchi dans la trilogie Wolverine
- 2013 : Wolverine : Le Combat de l'immortel réalisé par James Mangold – Ichirō Yashida est un ancien soldat de l'armée japonaise qui a survécu à la bombe de Nagasaki grâce à Wolverine. Yashida devient un milliardaire renommé dans la technologie médicale mais il se meurt. Il propose à Wolverine de revenir afin de le rendre mortel. Peu après, Yashida simule sa mort aux yeux de tous et se réfugie dans une armure robotique composée d'adamantium, le Samouraï d'argent, qui le maintient en vie. Il réapparaît à la fin du film et tente d'absorber son immortalité afin de retrouver sa jeunesse, comme il l'avait prévu dès le début. Toutefois, après un rude combat mené avec l'aide de Yukio, le mutant griffu réussit à éliminer définitivement Yashida, non sans avoir perdu l'adamantium de ses griffes.